# Johann Peter Pixis

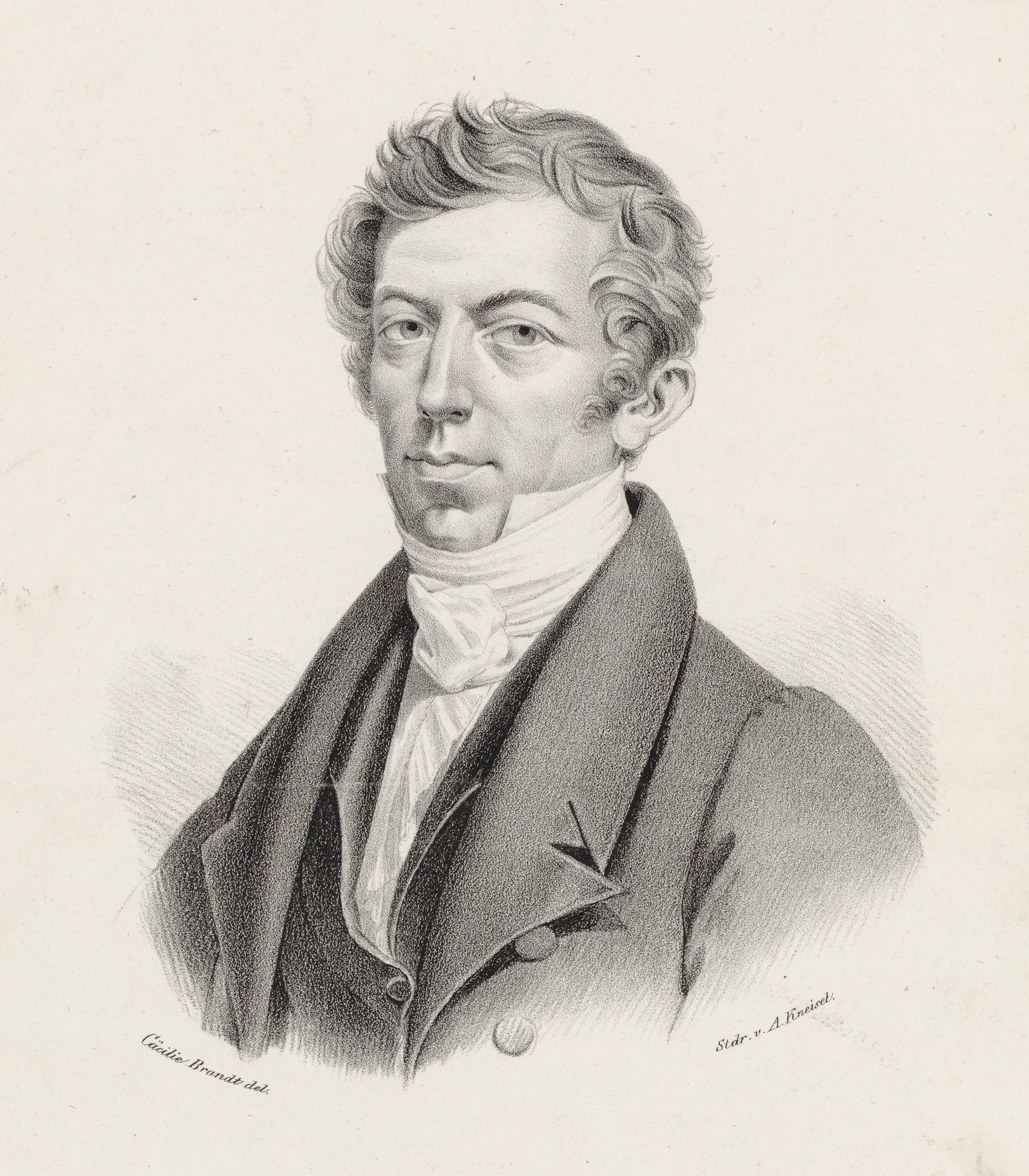
Johann Peter Pixis.

Johann Peter Pixis, född 10 februari 1788 i Mannheim, död 22 december 1874, var en tysk pianist och tonsättare. Han var bror till Friedrich Wilhelm Pixis och fosterfar till Franziska Pixis.
Pixis var bosatt i Paris mellan 1825 och 1845 och arbetade där som konsertpianist. Från 1845 verkade han i Baden-Baden som pianolärare fram till sin död.